# Konfliktus
A konfliktus (latin confligo3 „összevet, (fegyveresen) összecsap, megütközik, perlekedik”) egyének vagy társadalmi csoportok közötti olyan ütközés, amely mögött igények, szándékok, vágyak, törekvések, érdekek, szükségletek, nézetek, vélemények, értékek szembenállása húzódik meg (Szekszárdi 1995, 1996). Harcra, összeütközésre akkor kerül sor, amikor a felek viselkedése akadályozza egyikük vagy másikuk igényeinek érvényesítését, vagy értékrendjük különböző.

## Konfliktus az egyének között
A személyek közötti konfliktusok és kezelésük mind a szociálpszichológia, mind a pedagógia számára fontos terület. Az interperszonális kapcsolatokban fennálló szimmetrikus kölcsönös függés formái az együttműködés és a versengés. A konfliktusok szempontjából mindkettő igen nagy jelentőségű. Míg a versengés konfliktust előidéző tényező, az együttműködés a konfliktusok megoldását segíti elő. A személyközi kapcsolatokban a versengés ölthet tisztességes és tisztességtelen formát. Ezeknek a formáknak a megjelenése főként a helyzet sajátosságainak, illetve a résztvevők önmagukhoz és társukhoz való viszonyulásának függvénye.

### Formái
Megkülönböztethetőek az indítékok (motivációs tipizálás), a tartalom vagy a szociálpszichológiai szempontból érdekes együttműködés vagy versengés jelenléte szerint.

### Kifejeződése szerint
- Intrapszichikus: a konfliktus csak az egyén belső világában játszódik le, nincs külső megnyilvánulása;
- Interperszonális: az egyén viselkedésében, tetteiben is megnyilvánul.

### Hatása szerint
- konstruktív konfliktus (tisztességes verseny): lehetetlenné teszi a szociális rendszer stagnálását, a változást segíti elő, energiákat szabadít fel, és serkenti a kísérletezést, a cselekvési alternatívák jobb kiválasztását.
- destruktív konfliktus (tisztességtelen versenyhelyzet): a verseny egyenlőtlen felek között zajlik (strukturális szempontból egyik fél esélytelen a másikkal szemben), amikor alacsony az egyetértés a követendő szabályokat illetően, és a felek kevésbé bíznak abban, hogy kölcsönösen betartják a szabályokat.

## Konfliktuskezelés
A konfliktusok kezelésének is léteznek elméletei. Például Morton Deutsch „12 pontos” konfliktuskezelési elméletének főbb tézisei szerint a megoldás alapfeltétele, hogy a felek tudják meghatározni, milyen típusú konfliktusban vesznek részt, ne kerüljék el, legyenek tudatában az erőszak okainak és következményeinek, és ismerjenek alternatívákat, tiszteljék és minél jobban ismerjék önmagukat és partnerüket, különös tekintettel egymás érdekeire és konfliktushelyzetekben gyakori viselkedésére; figyelmesen és minél egyértelműbben kommunikáljanak, kontrollálják egymás szubjektivitását (sztereotípiáit, hamis ítéleteit, percepcióit), a konfliktuskezelés folyamatában maradjanak mindvégig erkölcsös emberek.

### Konfliktuskezelési stratégiák
- Győztes/vesztes stratégia: A felek a konfliktust harcként értelmezik, győzelemre, a másik legyőzésére törekednek, megegyezés nincs. Gyors cselekvést igénylő helyzetekben gyakran szükségszerű alkalmazni.
- Alkalmazkodó stratégia: Lemondás az érdekek, vágyak érvényesítéséről: félelemből, kényszerből avagy hosszabb távú érdekek miatt, megfontolt döntés alapján a konfliktus első jeleit észlelve.
- Elkerülő stratégia: Az egyén nem mond le a fentiekről, hanem magát a konfliktushelyzetet igyekszik kikerülni
- Kompromisszumkereső stratégia: Közösen elfogadható megoldás keresése a cél, amely mindkét fél számára kielégítő (noha gyakran mindkettejük számára rosszabb, mint amit eredetileg szerettek volna). Egyenrangú felek között gyakori; az erőviszonyok változásával az erősebb fél a másik legyőzésére törekszik.
- Problémamegoldó (győztes/győztes) – stratégia: A résztvevők a probléma olyan megoldására törekednek, amelyben mindkét fél érdekei, szükségletei, meggyőződései érvényesülnek. Kölcsönösen elfogadják a másik fél önérvényesítését, vállalják az önalávetést, készek együttműködni, empatikusan viselkedni a legjobb megoldási alternatívák megtalálása érdekében. A közösen elfogadott megoldás mellett mindkét fél elkötelezett.

## Kapcsolódó elméletek

### Fejlődéslélektan

#### Pszichoanalízis
Sigmund Freud, a pszichoanalízis megalapítója szerint az egyén életében alapvető szerep jut a kisgyermekkori konfliktusoknak (ödipális konfliktus).

#### Erikson szakaszelmélete
Erik H. Erikson pszichoszociális fejlődéselmélete szerint (Erikson, 1991) az ember fejlődése szakaszokban történik, és minden szakasznak megvan a rá jellemző alapkonfliktusa: 0-2 év (csecsemőkor): bizalom-bizalmatlanság; 2-3 éves kor (kisgyermekkor): függés és önállóság; 3-5 éves kor (óvodáskor): bűntudat és kezdeményezés; 6-11 éves kor (kisiskoláskor): teljesítmény; 12-20 éves kor (serdülőkor): identitás; 20-40 éves kor (fiatal felnőttkor): intimitás; 40-60 éves kor (felnőttkor): generativitás és stagnálás; 60 éves kor után (időskor): visszatekintés és értékelés.

### Szociálpszichológia

#### Konfliktus és stressz
A Selye János által kutatni kezdett stressz és a konfliktusok sokszor nehezen választhatóak szét. Montevideo, Packard és Manning, illetve Chandler és Shermis eredményei szerint (1986)[forrás?] a tartósabb stressz hatására olyan, általában kellemetlennek érzett, sokszor kellemetlenségeket is okozó, érzelmi állapot alakul ki, nagyobb fokú érzékenység saját magunk iránt, ugyanakkor nagyobb fokú érzéketlenség mások iránt. Máskor jelentéktelennek érzett események is konfliktusként érzékelhetőek, a másokra figyelés és a mások tekintetbevételének hajlandósága csökken. Az így keletkezett többletkonfliktusok maguk újabb stresszforrást jelenthetnek (ördögi kör). A stressz kezelésére kialakított megküzdési stratégiák sok hasonlóságot mutatnak a konfliktusok kezelésének elképzelhető stratégiáival.

### A konfliktusok pedagógiai jelentősége
A konfliktusok tudatos pedagógiai kezelése fontos nevelési eszköz, nem véletlen, hogy a nevelési diszciplínán belül egyre erőteljesebben jelenik meg az úgynevezett konfliktuspedagógia. Az utóbbi évtizedek (1980–) fontos felismerése volt, hogy nemcsak a tanár-diák, de az egyéb (tanár-szülő, tanár-tanár) konfliktusok is alapvető szerepet játszhatnak az oktatásban; továbbá, hogy a konfliktusok fogalma nem egy az egyben negatív fogalom, lehetnek a fejlődést elősegítő jelenségek, a játék és az élet nélkülözhetetlen velejárói (Cseh-Szombathy 1995).